# Рункија (Удине)
Рункија је насеље у Италији у округу Удине, региону Фурланија-Јулијска крајина.
Према процени из 2011. у насељу је живело 26 становника. Насеље се налази на надморској висини од 602 м.